# Districte de Belgaum
El districte de Belgaum (kanada Belagaavi, mahrati Belgaon) és una divisió administrativa de Karnataka (el districte és reclamat per Maharashtra) amb capital a la ciutat de Belgaum. Forma part de la divisió de Belgaum. La població és de 4.214.505 habitants i la superfície de 13.444 km².

## Administració
Està format per tres subdivisions (Bailhongal, Belgaum i Chikkodi) la primera amb 4 talukes i cadascuna de les altres amb tres talukes:
- Subdivisió de Bailhongal
  - Gokak
  - Ramdurg
  - Soudatti
- Bailhongal
- Subdivisió de Belgaum
  - Belgaum
  - Hukkeri
  - Khanapur
- Subdivisió de Chikkodi
  - Chikkodi
  - Raybag
  - Athani

Apart la corporació de Belgaum hi ha 17 municipalitats més, 20 viles, 485 gram panchayats, 1.138 pobles i 26 llogarets deshabitats.

## Geografia
El territori és pla i no té pràcticament muntanyes. Els rius principals són el Kistna (Krishna), el Ghatprabha i el Malprabha (al nord, centre i sud respectivament) que venen de les muntanes Sahyadri i van a desaiguar al Golf de Bengala.

## Història
S'esmenta al segle vi i fins al VIII sota els chalukyes (Chalukyes 440-610, Chalukyes Occidentals 610-760) als que van succeir els rashtrakutes, continuada amb la dinastia Ratta (els mahamandaleshwars de Saundarti del 875-1210 i Mahamandaleshwars de Venugrama, la moderna Belgaum, del 1210 al 1250). Els Ratta van lluitar contra el rei hoysala Vishnuvardhana o Bitti Deva (1104-1141) que van conquerir en la lluita la part del districte coneguda com a Halsi o Dotze Mil (mentre els Ratta conservaven la resta); al final del segle xii els Kadamba de Goa dominaven aquesta part del districte però el 1208 foren derrotats pels Ratta; però el darrer rei d'aquestos, Lakshmideo II, fou enderrocat el 1250, per Vichana, el ministre i general del rei yadava Singhana II de Devagiri.
Els yadaves van conservar la zona fins que foren eliminats pel sultanat de Delhi el 1320 i Belgaum va passar al sultanat i fou administrada per dos nobles musulmans amb seus a Hukeri i a Raybag, però uns anys després la part sud del districte (al sud del riu Ghatprabha) va passar a Vijayanagar (vers 1336) i la part nord va passar de Delhi al sultanat bahmànida el 1347; els bahmànides el 1473 van conquerir Belgaum i la part sud del districte als rages de Vijayanagar. Aquest regne va intentar recuperar la zona i a vegades va tenir suport portuguès, però no ho van aconseguir i el 1565 els rages foren derrotats decisivament a la batalla de Talikota. Durant molts anys el territori fou possessió del sultanat de Bijapur, successor del sultanat bahmànida quan es va dividir en cinc sultanats el 1518.
Quan Aurangzeb va enderrocar al sultanat de Bijapur (1686) Belgaum va passar a l'Imperi Mogol i fou concedit en jagir al nawab de Savanur que vers 1724 va haver de cedir una part al nizam d'Hyderabad; el 1754 els marathes es van apoderar de Balgum. El 1776 el territori maratha fou saquejat per Haidar Ali de Mysore, però després reocupat pel peshwa maratha amb ajut britànic. Als primers anys del segle xix va estar en mans de Sindhia, Kolhapur, Nipani, i altres caps. El 1818 fou cedida pel peshwa a la Companyia Britànica de les Índies Orientals i va formar el districte de Dharwar, fins al 1836 quan es va dividir i el nord va formar el districte de Belgaum i el sud va restar el de Dharwar.

## Geografia
La població era: 946.702 (1872), 865.922 descens a causa d'una fam el 1876 (1881), 1.013.261 (1891), 993.976 (1901) —per les fams de 1892, 1896, 1899 i 1900. La superfície era de 12.040 km². estava dividit en set talukes: Athni, Chikodi, Gokak, Belgaum, Sampgaon, Parasgad i Khanapur. La taluka de Belgaum tenia 1668 km² i 201 pobles (més Belgaum) amb una població (1901) de 137.562 habitants (1881: 128.477). Hi havia sis municipalitats al districte: Belgaum, Nipani, Athni, Gokak, Saundatti i Yamkanmardi.

## Llocs interessants
- Hooli, amb alguns temples chalukyes entre els quals Panchalingeshwara.]
- Saundatti amb una fortalesa
- Temple Kamala Narayana Temple, Degaon (Degamve / Devgram)
- Kasamalgi Parshwanatha
- Halasi amb el temple kadamba de Bhuvaraha Narasimha
- Yallammagudda
- Navilateertha
- Jamboti, lloc turístic amb cascada
- Varapoha Falls al riu Mandovi, de 60 metres
- Gokak Falls
- Fort de Belgaum al cor de la ciutat amb alguns temples
- Llac Kote a Belgaum
- Belgaum Cantonment amb edificis portuguesos i britànics
- Fortaleses de Parasgad, Mahipatgarh, Kalanidhgarh i Pargarh
- Kittur